# Michel Vaarten
Michel Vaarten (Turnhout, 17 januari 1957) is een Belgisch gangmaker en voormalig wielrenner.
In 1976 won hij als 19-jarige zilver op de 1 km-tijdrit van de Olympische Spelen in Montreal, na de Oost-Duitser Klaus-Jürgen Grünke. Het was de eerste Belgische medaille op die Spelen.
Hij was een populair wielrenner in de Verenigde Staten, waar hij veel criteriums reed en won, en in Japan, waar hij in het lokale keirincircuit meedeed van 1981 tot 1992, hij werd daarmee de enige buitenlander die 12 jaar lang werd uitgenodigd om mee te doen. In totaal werd hij 12x Belgisch kampioen, 1x Europees kampioen en 1x wereldkampioen.

## Palmares

### Baan
| Jaar     | BK                            | EK                  | WK                   | Overige                                                       |
| Amateurs | Amateurs                      | Amateurs            | Amateurs             | Amateurs                                                      |
| -------- | ----------------------------- | ------------------- | -------------------- | ------------------------------------------------------------- |
| 1976     | 1km · Puntenkoers · Sprint    |                     |                      | Champion of Champions · Olympische Spelen: · 1km · 10e Sprint |
| 1977     | 1km · Sprint                  |                     |                      |                                                               |
| 1978     | Derny · Omnium · Sprint       |                     |                      |                                                               |
| Elite    |                               |                     |                      |                                                               |
| 1979     | Omnium                        |                     | Sprint               | Zesdaagse van Antwerpen                                       |
| 1980     |                               | Ploegkoers · Sprint |                      |                                                               |
| 1981     | Sprint · Omnium · Puntenkoers |                     |                      |                                                               |
| 1982     | Sprint                        |                     |                      |                                                               |
| 1983     | Omnium                        |                     |                      |                                                               |
| 1984     |                               |                     |                      |                                                               |
| 1985     |                               |                     |                      |                                                               |
| 1986     | Omnium                        |                     | Keirin · Puntenkoers |                                                               |
| 1987     | Omnium                        |                     |                      |                                                               |
| 1987     |                               |                     | Keirin               |                                                               |
| 1988     |                               |                     |                      |                                                               |
| 1989     |                               |                     |                      |                                                               |
| 1990     |                               |                     | keirin               |                                                               |

### Weg
1979
Lommel
1986
San Francisco
5e etappe Tour of the Americas
1987
Herselt
1988
6e etappe Tour of the Americas
Winter Games Criterium
6e etappe Ronde van Florida
deel b Liefdadigheidscriterium
1989
6e etappe deel b Tour of the Americas

## Resultaten in voornaamste wedstrijden op de weg
| Jaar | Milaan-San Remo |
| ---- | --------------- |
| 1980 | 104e            |

Wielerploegen van Michel Vaarten
Boonen ·
De Keyser ·
Govaerts ·
E. Gysemans ·
J. Gysemans ·
Jacques ·
Panis ·
Walter Planckaert ·
Willy Planckaert ·
Rompelberg ·
Schurgers ·
Tourné ·
Vaarten ·
Van de Vijver ·
Van Den Eynde ·
Van der Stappen ·
Verstraeten ·
Wijnants